# Interstate 105 (Califórnia)
Interstate 105 (abreviado como I-105) é uma autoestrada interestadual no sentido leste-oeste localizada em Los Angeles, Califórnia, nos Estados Unidos. Está próximo ao Aeroporto Internacional de Los Angeles (LAX).